# 黃泥洲
黃泥洲（英語：Wong Nai Chau）是香港的一個島嶼，地區行政上屬於西貢區。它位於白腊灣對開海面，白腊灣沙灘以北，黃泥洲上並沒有居民居住。